# Baumberg Gabriella

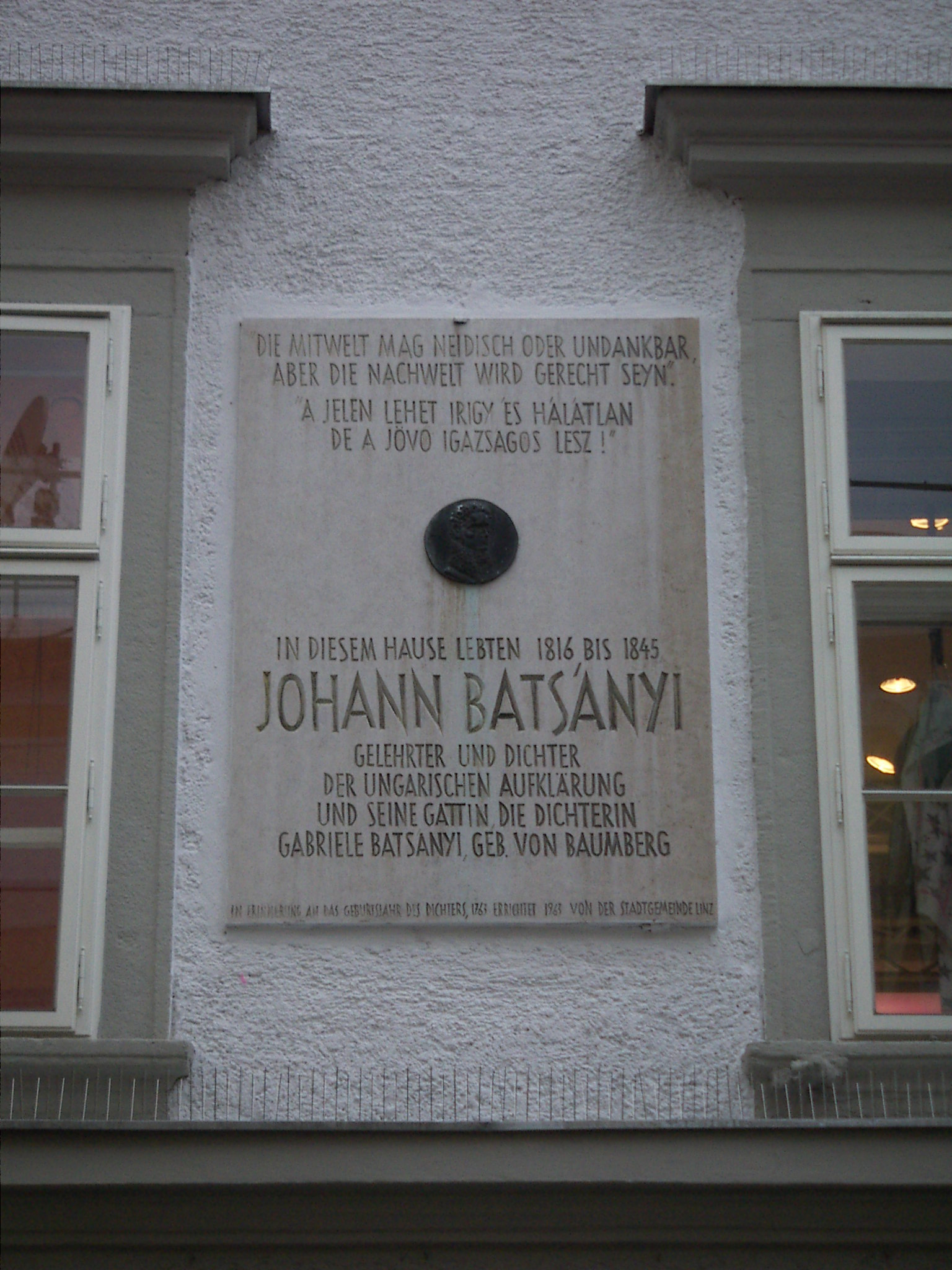
Emléktábla a linzi lakásukon (Landstraße 28)

Baumberg Gabriella, férje után: Batsányi Jánosné Baumberg Gabriella (Bécs, 1766. március 24. – Linz, 1839. július 24.) osztrák költőnő, Batsányi János felesége.

## Életpálya

### Fiatalkora
Átlagos bécsi nemesi családba született, de személyisége és megjelenése egyáltalán nem volt átlagosnak mondható. Édesapja császári hivatalnok volt. Kortárs vélemények szerint, már fiatalon is átlagon felüli, kivételes szépség volt. Gyermekkorában táncolt, de később a zene és az olvasás felé orientálódott. Tehetségesnek bizonyult a versírás terén, első művei a Musen-Almanachban jelentek meg 1785-ben.

### Baumberg Gabriella és Batsányi János szerelme
1799-ben találkozott egymással Gabriella és Batsányi János, aki a bécsi bankhivatalnál dolgozott és szegényes körülmények között élt. Batsányi rendszeresen járt a Baumberg-házhoz. Mivel ő is költő volt, hamar megtalálták a közös nevezőt. Gabriella édesapja, Baumberg Flórián kedvelte Batsányit, de édesanyja más férfit szeretett volna vejéül. Erről az ismeretlen férfiról nem sok információnk van, csupán annyi, hogy „S”-betűvel kezdődött a neve, és jómódú családból származott.

### Szülei elhalálozása és az örökség
Gabriella számára az 1801-es év nem volt túlságosan szerencsés, ugyanis április 13-án meghalt édesapja, aki halála előtt Batsányinak ajándékozta a legértékesebb ruháját, ezzel a gesztussal áldását adta a szerelmükre. Néhány hónap múlva, augusztus 8-án édesanyja is meghalt, és Gabriella egyedül maradt a mindössze 826 forintnyi örökségével. Szüleinek elvesztése után jóval kevesebbet találkozott Batsányival, inkább levelezés útján tartották a kapcsolatot.

### Házassága
Miután Batsányit előléptették, biztos anyagi hátteret tudott teremteni Gabriella számára, megkérte a kezét. 1805. június 10-én keltek egybe, Gabriella 39 éves, Batsányi pedig 42 éves volt. Házasságuk gyermektelen volt. 1805-ben rendezték sajtó alá és adták ki Gabriella verseit. Ebben az időszakban kortársai sokra becsülték, Bécs Szapphójának nevezték. Néhány költeményét Wolfgang Amadeus Mozart és Franz Schubert is megzenésítette. Haláláig szerető és önfeláldozó felesége maradt férjének, követte őt Párizsba és Linzbe, sőt Gabriella közbenjárása volt szükséges ahhoz, hogy férje kiszabadulhatott a brünni (ma Brno) fogságból.
1809-ben a franciák megszállták Bécset és Batsányit elvitték magukkal Párizsba. Gabriella 1811-ben ment férje után, és 1814-ben tért vissza Bécsbe. Párizsban szerény körülmények között éltek. Hazatérése után, barátai elfordultak tőle. Folyamatosan írt, de áttörést nem tudott elérni. Új munka után nézett, Karasova grófnő lányát tanította, s ezzel némi anyagi biztonságot teremtett magának. 1816-ban Gabriella elutazott Bécsből, és találkozott férjével. Néhány hónapot Badenben töltöttek el, a fürdő miatt, ugyanis mindketten betegeskedtek.

### Élete utolsó szakasza
Miután a fürdő némileg helyrehozta egészségüket, Linzbe költöztek, amelyet férje kényszerlakhelyének jelöltek ki. Férjét állandóan figyelték, és rendszeresen jelentkeznie kellett a linzi rendőrfőnöknél. Idővel sikerült megszokniuk az ottani életet, és barátokat szereztek. A békés linzi évek alatt, Gabriella úgy döntött, hogy munkásságát egyetlen nagy műben foglalja össze. Mielőtt elkészült volna ezzel a kötettel, 1839-ben meghalt. Számos betegség gyötörte, többek között ízületi gyulladás, köszvény és epegyulladás.

## Művei
Leginkább szerelmes verseiről volt híres, ezen kívül, késői korszakában, vallásos jellegű verseket is írt. A férjével folytatott levelezéseiből megtudhatjuk, hogy voltak drámapróbálkozásai is, ilyen volt: Az emigránsok, Március 24-ike, Elválás és Viszontlátás. A címekből kiderül, hogy a saját élettörténetét írta meg ezekben a művekben.
| - Abendständchen. An Lina - Als Louise die Briefe ihres ungetreuen Liebhabers verbr... - An Adolph auf unsere Trennung - An den Mond - An einen Freund vor seiner Abreise - An einen Unbekannten - Auf den Fächer einer Freundin - Bey Zurückstellung eines weissen Tuchs - Das fruchtlose Beyspiel - Das liebende Mädchen - Der Frühlingsmorgen - Der Morgenkuss nach einem Ball - Der Schmetterling auf einem Vergißmeinnichtchen - Die Braut am Grabe des Geliebten - Die sechste Stunde des Abends - Die Zeit - Eine Bemerkung - Eine Phantasie - Empfindungen auf der Redoute - Empfindungen in einer Gesellschaft - Fragen an mein Schicksal - Glückwunsch an einen Freund - Ihr Bild - Kennzeichen wahrer Liebe - Schwur und Glaube - Wir werden uns nicht wiedersehn - Trennungslied | Gabriella verseit magyar nyelven Németh István Péter átköltésében olvashatjuk. - Mielőtt barátja elutazott - A férfiak bűnbánatáról - Reggeli csók – bál után - A csokoládé-kehely ajánlása – kávé helyett - Egy szólalásra - Kiáltvány osztrák vitézekhez – a honleányok nevében - Egy ifjú legény emlékkönyvébe - Mikor saját sorsát faggata - A nagy társaság előnyeiről - A férjhezmenetelről - A múzsához - Az idő - A szerelmes lányka - Gabriella epitáfiuma - Újévi kívánság - Rímes soros leveléből - A tokaji bor dicsérete - Szonett - Mikor hajtincsét küldte |

## Magyarul
- Batsányiné Baumberg Gabriella versei; ford., utószó Németh István Péter; átdolg. Wolfgang Mahler; Batsányi János Emlékbizottság–Tapolcai, Tapolca, 1992

## További információ
- BERDE Julianna Mária, Batsányiné B. G. élete és költészete, Kolozsvár, 1912
- HORVÁTH Balázs, Bacsányiné, Kassa, 1908
- KUNSZERY Gyula, Batsányi Jánosné B. G., Látóhatár, 1966/7, 8.
- NEMES Éva Margit, Batsányi Párizsban: Találkozás Gabriellával, Bp., 1942
- VAJDA Ilona, Batsányi János és Baumberg Gabriella Minerva-könyvtár (127). Királyi Magyar Egyetemi Nyomda, Bp., 1938
- Németh István Péter: Fogoly és filoméla. Tűnődések Batsányi János és Baumberg Gabriella költészetéről; Tapolcai Városszépítő Egyesület, Tapolca, 2003 (Tapolcai füzetek)
- Példa és útmutatás. Batsányi János és Baumberg Gabriella a költőutódok szemével. A Cserhát Művész Kör irodalmi és művészeti antológiája; szerk. Bornemisza Attila; Uránusz, Bp., 2004